# Història del suec
La història del suec és el progrés que portà de l'antic nòrdic medieval al suec actual.
Al segle ix, l'antic nòrdic començà a separar-se en antic nòrdic occidental (Noruega i Islàndia) i antic nòrdic oriental (Suècia i Dinamarca). Al segle xii, els dialectes de Dinamarca i Suècia començaren a separar-se, esdevenint danès antic i suec antic al segle xiii. Ambdós reberen una important influència de l'antic baix alemany durant el període medieval. Tot i que les etapes de desenvolupament lingüístic no tingueren mai uns límits tan clars com els que s'indiquen aquí, i no s'haurien de prendre massa literalment, el sistema de subdivisions utilitzat en aquest article és el que usen més habitualment els lingüistes suecs, i se l'utilitza per la seva practicalitat.

## Antic nòrdic
Al segle viii, la llengua germànica comuna d'Escandinàvia, el protonòrdic, havia sofert alguns canvis i evolucionat en nòrdic antic. Aquest llenguatge comença a patir nous canvis que no s'estengueren arreu d'Escandinàvia, cosa que provocà l'aparició de dos dialectes similars, l'antic nòrdic occidental (Noruega i Islàndia) i l'antic nòrdic oriental (Dinamarca i Suècia).
El subdialecte d'antic nòrdic oriental parlat a Suècia s'anomena suec rúnic, i el parlat a Dinamarca, danès rúnic (també n'hi havia un subdialecte que es parlava a Gotland, el gotlandès antic), però fins al segle xii, el dialecte era el mateix en ambdós països amb la principal diferència d'una monoftonguització en el danès rúnic (vegeu més avall). Els dialectes reben el nom de "rúnic" a causa del fet que la majoria de corpus de text escrit apareix en l'alfabet rúnic. A diferència del protonòrdic, que s'escrivia amb l'alfabet futhark antic, l'antic nòrdic s'escrivia amb l'alfabet futhark recent, que només tenia setze lletres. A causa del nombre limitat de runes, algunes runes representaven un ventall de fonemes, com per exemple la runa de la vocal u, que també representava o, ø i y; i la runa de la vocal i, que també representava e.
A partir del 1100, el dialecte de Dinamarca començà a diferenciar-se del de Suècia. Les innovacions s'estengueren de manera heterogènia de Dinamarca, cosa que creà una sèrie de límits menors dialectals (o isoglosses) que anaven des de Sjælland al sud fins a Norrland, Österbotten i el sud-est de Finlàndia al nord.
Un dels primers canvis que diferenciaren el danès rúnic d'altres dialectes d'antic nòrdic oriental fou el canvi del diftong æi al monoftong é, com en stæinn a sténn "stone". Això es reflecteix en inscripcions rúniques; les més antigues mostren stain i les més recents stin. També hi hagué un canvi del diftong au, com en dauðr, en una ø llarga i oberta, com en døðr "mort". Aquest canvi apareix a les inscripcions rúniques com un canvi de tauþr en tuþr. A més, el diftong øy es transformà en una ø llarga i tancada, com en la paraula del nòrdic antic per "illa". Aquestes modificacions també havien afectat la majoria de la regió de parla del suec rúnic a finals del període, amb l'excepció dels dialectes que es parlaven al nord i a l'est de Mälardalen, on encara existeixen els diftongs en àrees remotes.

## Suec antic

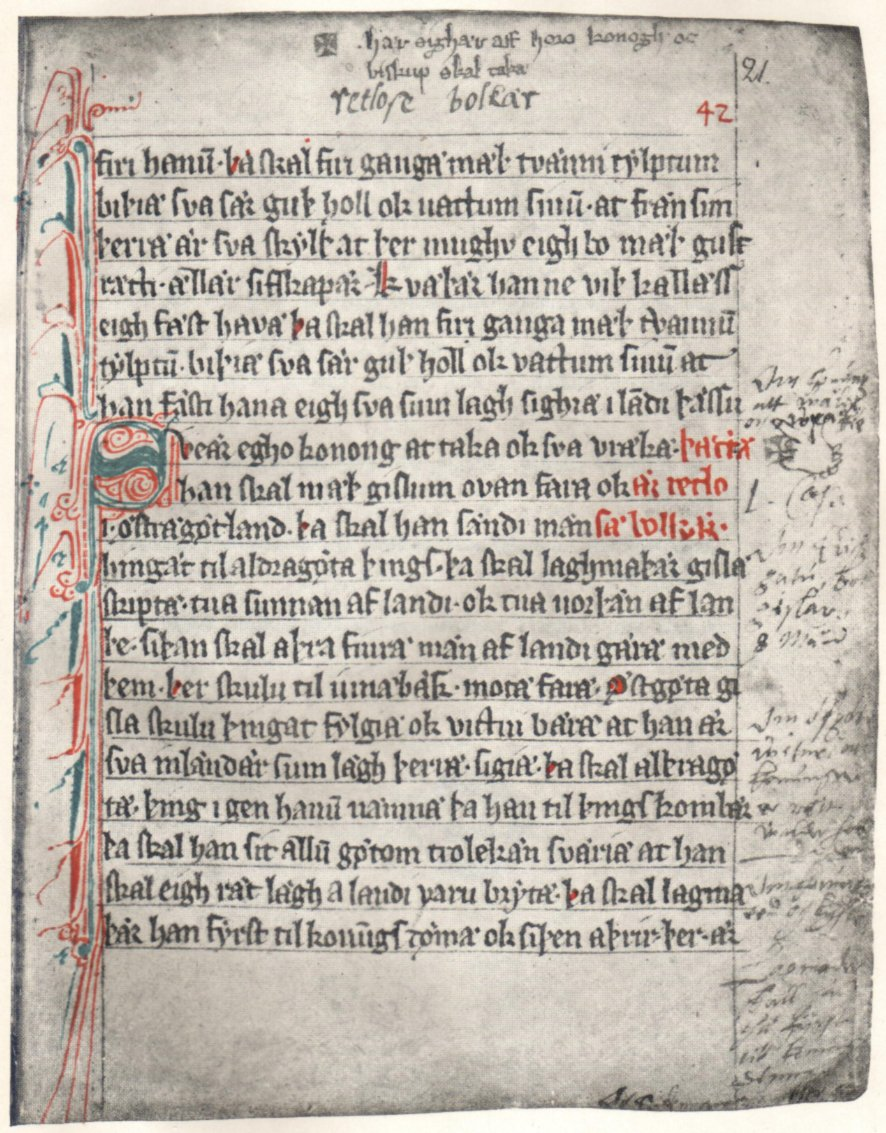
Una còpia de lAntic Västgötalagen – un codi legal de Västergötland a partir de la dècada del 1280, un dels texts més antics en suec escrits en l'alfabet llatí.

El suec antic és el nom de la llengua sueca medieval, a partir del 1225. Entre els documents més importants del període escrits en alfabet llatí hi ha el codi legal provincial més antic, el Västgötalagen, del qual s'han trobat fragments que daten del 1250. Les influències més importants d'aquesta època vingueren amb el ferm establiment de l'Església Catòlica Romana i diversos orde monàstics, que introduïren nombrosos préstecs del grec i el llatí. Amb l'ascens de la Lliga Hanseàtica a finals del segle xiii i principis del segle xiv, la influència del baix alemany esdevingué més i més present. La Lliga Hanseàtica dugué un gran nombre d'immigrants de parla alemanya al comerç i administració suecs. Molts d'ells esdevingueren membres bastant influents de la societat sueca medieval, i incorporaren termes de la seva llengua mare al vocabulari. A més d'un gran nombre de préstecs d'àmbits com ara la guerra, el comerç i l'administració, també s'incorporaren sufixos gramaticals de caràcter general i fins i tot conjuncions. Gairebé tots els termes relacionats amb la nàutica foren importats del neerlandès.
El suec medieval primerenc era notablement diferent de la llengua actual en què tenia una estructura de casos més complexa i encara no havia experimentat una reducció en el sistema de gèneres. Els substantius, adjectius, pronoms i certs numerals es flexionaven en quatre casos: a més del nominatiu actual, també hi havia el genitiu, el datiu i l'acusatiu. El sistema de gèneres s'assemblava al de l'alemany actual, amb gèneres masculí, femení i neutre. La majoria de substantius masculins i femenins foren agrupats en un únic gènere. El sistema verbal també era més complex: incloïa els modes subjuntiu i imperatiu, i els verbs es conjugaven segons la persona i el nombre. Al segle xvi, els sistemes de casos i de gènere de la llengua parlada col·loquial i de la literatura profana ja s'havien reduït pràcticament als dos casos i dos gèneres del suec modern. Les flexions antigues continuaren sent habituals en l'estil de prosa elevat fins al segle xviii, i en alguns dialectes fins a principis del segle xx.
Un canvi de transició de l'alfabet llatí als països nòrdics era escriure la combinació de lletres ae com a æ – i a vegades com a a' –, tot i que això variava entre individus i regions. La combinació ao també s'escrivia ao, i oe esdevingué oe. Més endavant, aquestes lletres evolucionarien en ä, å i ö.

## Suec modern

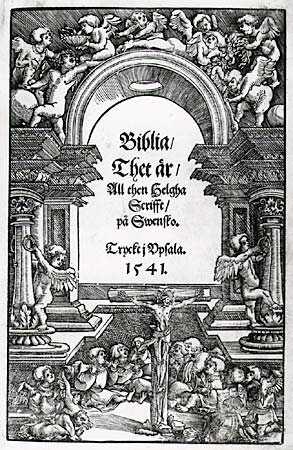
Portada de la Bíblia de Gustau Vasa del 1541. El títol traduït al català és: "La Bíblia / És a dir / Les Sagrades Escriptures / en Suec. Impresa a Uppsala. 1541".

El suec modern (en suec: nysvenska) comença amb l'arribada de la impremta i la Reforma. El 1541, després d'assumir el poder, el nou monarca Gustau Vasa ordenà una traducció en suec de la Bíblia, coneguda habitualment com a Bíblia de Gustau Vasa. La traducció fou considerada tan reeixida i influent que, amb la incorporació de revisions en edicions posteriors, romangué la traducció més comuna de la Bíblia fins al 1917. Els traductors principals foren Laurentius Andreæ i els germans Laurentius i Olaus Petri.
La Bíblia de Vasa és sovint considerada un compromís raonable entre l'antic i el nou; mentre que no es corresponia amb la llengua parlada col·loquial dels seus temps, no era massa conservadora en el seu ús de formes arcaiques. Fou un pas important vers una ortografia sueca més consistent. Establí l'ús de les vocals å, ä, i ö, així com la forma ck en lloc de kk, distingint-la clarament de la Bíblia danesa, potser de manera intencional a causa de la rivalitat persistent entre ambdós països. Els tres traductors provenien del centre de Suècia, cosa que és generalment es considera com que afegí trets específics del suec central a la nova Bíblia.
Encara que pugui semblar que la traducció de la Bíblia marcà un precedent molt important per les normes ortogràfiques, de fet l'ortografia esdevingué menys consistent durant la resta del sgle. No fou fins al segle xvii que es començà a discutir sobre l'ortografia, més o menys a l'època en què s'escrigueren les primeres gramàtiques. El debat sobre l'ortografia durà fins a principis del segle xix, i no fou fins a la segona meitat del segle xix que l'ortografia definí normes generalment acceptades.
Les majúscules no estaven normativitzades en aquella època. Depenia dels autors i del seu rerefons. Aquells que estaven influenciats per l'alemany posaven majúscules a tots els substantius, mentre que els altres utilitzaven menys les majúscules. Tampoc no era sempre evident quines lletres calia posar en majúscules, degut a la font gòtica que s'utilitzà per imprimir la Bíblia. Aquesta font fou usada fins a mitjans del segle xviii, quan fou gradualment substituïda per una font llatina (sovint antiqua).
Un dels canvis importants en la fonètica durant aquest període fou l'assimilació gradual de diferents grups consonàntics en la consonant fricativa alveolar sorda ([ʃ]) i més endavant en [ɧ]. També hi hagué una palatalització de [g] i [k] en [j] i de la friactiva [ɕ] davant les vocals anteriors. La fricativa velar [ɣ] també es transformà en l'oclusiva [g].

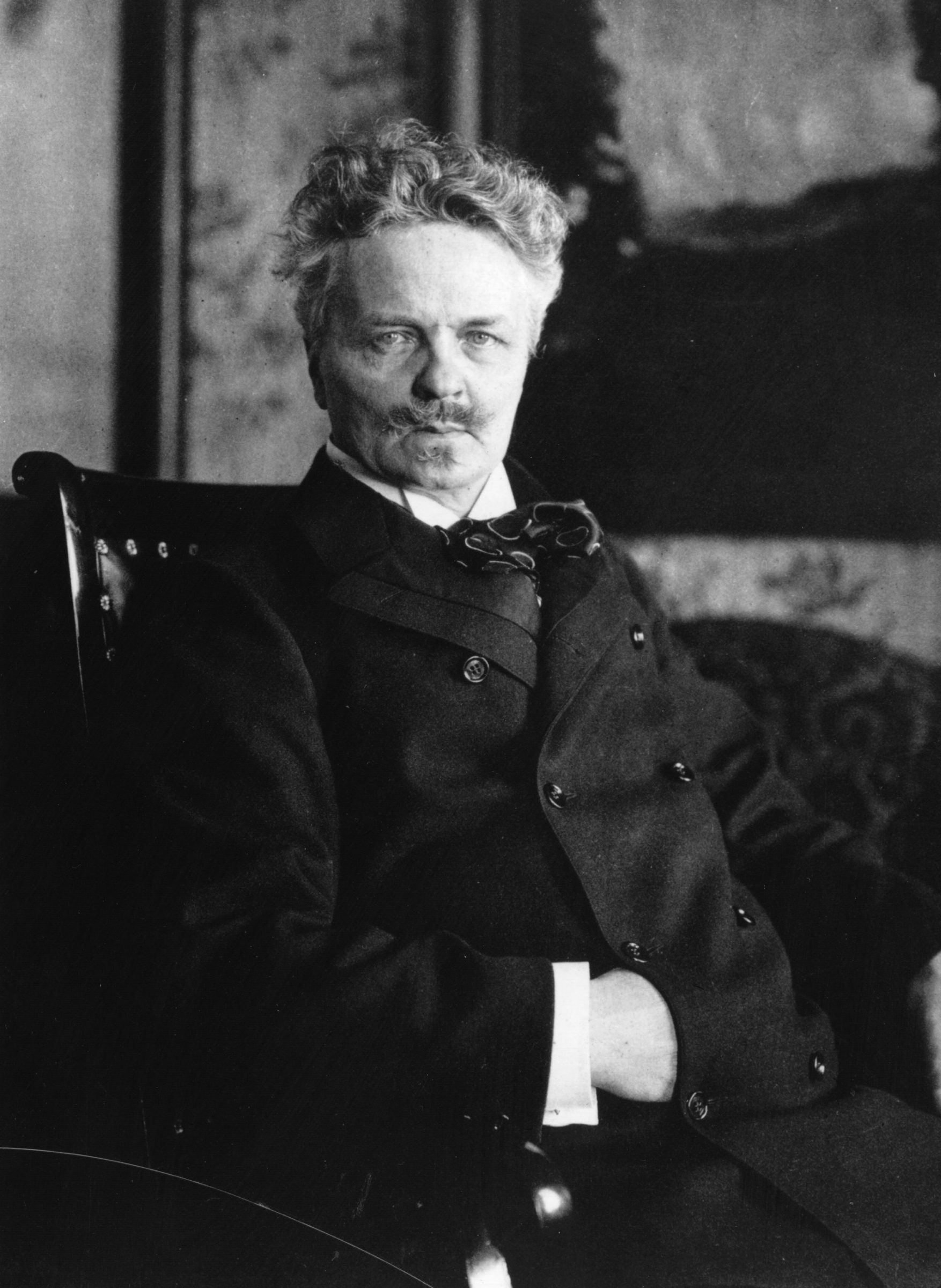
August Strindberg, un dels escriptors més influents en la literatura del suec modern.

## Suec contemporani
El període que inclou el suec tal com es parla avui rep el nom de nusvenska (literalment, "suec d'ara") en terminologia lingüística i començà a les últimes dècades del segle xix. Aquest període fou testimoni d'una democratització de la llengua, amb una llengua escrita menys formal i més propera a la llengua parlada. L'expansió d'un sistema escolar públic també portà a l'evolució del denominat boksvenska (literalment, "suec de llibre"), especialment entre les classes obreres, en què la forma escrita influïa en certa manera la pronunciació, especialment en contextos oficials. Amb la industrialització i urbanització de Suècia ben començada a les últimes dècades del segle xix, una nova generació d'autors deixà la seva marca a la literatura sueca. Molts estudiosos, polítics i altres figures públiques tingueren una gran influència sobre la nova llengua nacional que emergia, i entre ells hi havia autors prolífics com ara el poeta Gustaf Fröding, la guanyadora del premi Nobel Selma Lagerlöf i el radical autor i dramaturg August Strindberg.
Fou durant el segle xx que una llengua nacional comuna i estandarditzada es posà a l'abast de tots els suecs. Quan hi hagué la reforma ortogràfica del 1906, l'ortografia ja quedà finalment fixada i era gairebé uniforme, amb l'excepció d'algunes divergències menors. Amb l'excepció de les formes plurals dels verbs i una sintaxi lleugerament diferent, especialment en la llengua escrita, la llengua era la mateixa que el suec d'avui en dia. Les formes plurals dels verbs romangueren, cada cop menys usades, en el llenguatge formal (i especialment escrit) fins a la dècada del 1950, quan finalment foren oficialment abolides fins i tot en les recomanacions oficials.
A la dècada del 1960 tingué lloc un canvi molt significatiu en el suec, amb la denominada du-reformen ("la reforma del tu"). Anteriorment, la manera formal de dirigir-se a algú d'estatus social igual o superior era amb el títol i cognom. L'ús de her ("senyor"), fru ("senyora") o fröken ("senyoreta") només era considerat acceptable en una conversa inicial amb desconeguts d'ocupació, títol acadèmic o grau militar desconegut. El fet que s'havia de parlar a l'interlocutor preferentment en tercera persona tendia a complicar encara més la comunicació oral entre membres de la societat. A principis del segle XX es feu un intent sense èxit de substituir aquesta insistència en els títols amb ni (el pronom estàndard de segona persona del plural – equivalent a vós en català). Ni (pronom de segona persona del plural) acabà convertint-se en una forma lleugerament menys familiar de du (pronom de segona persona del singular) utilitzada per dirigir-se a persones d'estatus social inferior. Amb la liberalització i radicalització de la societat sueca a lès decades del 1950 i 1960, aquestes distincions de classe, prèviament significatives, esdevingueren menys importants i du esdevingué l'estàndard, fins i tot en contextos formals i oficials. Malgrat que la reforma no fou conseqüència d'un decret polític centralitzat, sinó un canvi profund en l'actitud social, fou completada en només uns quants anys, entre finals de la dècada del 1960 i principis de la dècada del 1970. Tanmateix, en les generacions més joves, la forma ni encara té un ús freqüent com a forma de respecte en dirigir-se a gent més gran, i a vegades la fan servir els venedors amb els clients.

## Antigues minories lingüístiques

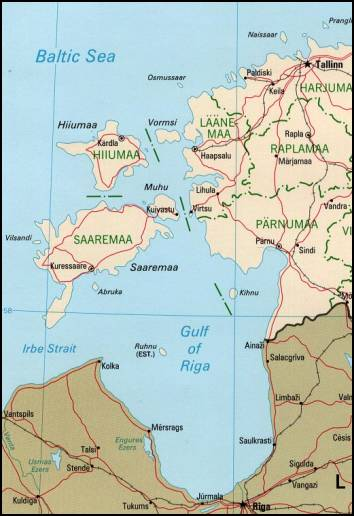
Mapa de les illes estonianes que anteriorment albergaven poblacions de suecs d'Estònia.

Entre els segles XIII i XX, hi hagué comunitats de parla sueca a Estònia, particularment a les illes (com ara Hiiumaa, Vormsi o Ruhnu; en suec, Dagö, Ormsö i Runö, respectivament) de la costa del mar Bàltic, que avui pràcticament han desaparegut. La minoria de parla sueca estava representada al parlament i podia utilitzar la seva llengua nadiua en els debats parlamentaris. Després de la pèrdua d'Estònia a mans de l'imperi Rus a principis del segle xviii, uns 1.000 estonians de parla sueca foren obligats a marxar al sud d'Ucraïna, on fundaren un poblet, Gammalsvenskby ("antic poblet suec"). Algunes persones grans del poblet encara parlen suec i segueixen els dies festius del calendari suec, tot i que el dialecte és amenaçat de probable extinció.
Entre 1918 i 1930, quan Estònia fou independent, la petita comunitat sueca rebé un bon tracte. Les municipalitats amb una majoria sueca, situades principalment al llarg de la costa, utilitzaven el suec com a llengua administrativa i la cultura sueca-estònia conegué un moment àlgid. Tanmateix, la majoria de parlants de suec fugiren a Suècia abans de la fi de la Segona Guerra Mundial abans de la invasió d'Estònia per l'exèrcit soviètic el 1944. Actualment només queden uns pocs parlants de suec.